# Список эпизодов телесериала «Говорящая с призраками»
Говорящая с призраками (англ. The Ghost Whisperer) — фантастический сериал.

## Обзор сезонов
| Сезон   | кол-во серий | Премьерный показ | годы показа | DVD релиз        |
| ------- | ------------ | ---------------- | ----------- | ---------------- |
| Сезон 1 | 22           | 23 сентября 2005 | 2006        | 31 октября 2006  |
| Сезон 2 | 22           | 22 сентября 2006 | 2007        | 18 сентября 2007 |
| Сезон 3 | 18           | 27 сентября 2007 | 2008        | 2 сентября 2008  |
| Сезон 4 | 23           | 3 октября 2008   | 2009        | 22 сентября 2009 |
| Сезон 5 | 22           | 25 сентября 2009 | 2010        | 12 октября 2010  |

## Эпизоды

### Сезон 1 (2005 - 2006)
| № общий | № в сезоне | Название                                                         | Режиссёр          | Автор сценария    | Дата премьеры    | Произв. код | Зрители в США (млн) |
| --- | ---------- | ---------------------------------------------------------------- | ----------------- | ----------------- | ---------------- | ----------- | ------------------- |
| 1 | 1          | «Пилот» «Pilot»                                                  | Джон Грэй         | Джон Грэй         | 23 сентября 2005 | 101         | 11.25               |
| Мелинду посетил дух солдата. Отправляясь на войну, он оставил дома беременную жену. Теперь его сын вырос и сам ожидает ребёнка. Мелинде предстоит их познакомить. |            |                                                                  |                   |                   |                  |             |                     |
| 2 | 2          | «Перекрёсток» «The Crossing»                                     | Рон Лагомарсино   | Кэтрин Баттерфилд | 30 сентября 2005 | 102         | 10.87               |
| Год назад на железной дороге погиб маленький мальчик. Чтобы отправить его призрак в свет, Мелинде придётся доказать его семье, что их сын всё ещё бродит рядом. |            |                                                                  |                   |                   |                  |             |                     |
| 3 | 3          | «Связанная с призраком» «Ghost, Interrupted»                     | Йен Сэндер        | Джед Сидел        | 7 октября 2005   | 103         | 11.07               |
| Мелинда знакомится с девушкой, пациенткой психбольницы, которую преследует призрак сестры-близнеца, недовольный тем, с кем встречается девушка. Всё дело в том, что у погибшей близняшки перед смертью был роман с парнем своей сестры. |            |                                                                  |                   |                   |                  |             |                     |
| 4 | 4          | «Спасенные сердца» «Mended Hearts»                               | Джон Грэй         | Джон Грэй         | 14 октября 2005  | 104         | 9.99                |
| Ужиная у Андреа, Мелинда слышит крики призрака, зовущего на помощь. Его невеста хочет быть с ним и пытается покончить с собой, наглотавшись таблеток. Мелинда уговаривает его уйти в свет, но призрак ставит условие: он хочет знать, кому пересадили его сердце. |            |                                                                  |                   |                   |                  |             |                     |
| 5 | 5          | «Потерявшиеся мальчики» «Lost Boys»                              | Питер О’Фаллон    | Дэвид Фэллон      | 21 октября 2005  | 105         | 10.55               |
| Забирая антиквариат из дома, идущего под снос, Мелинда встречает духов трёх мальчиков и их собаки. Они не хотят покидать свой дом, пока не найдут своего четвертого друга. Мелинда помогла мальчикам, но призрак собаки остался у неё. |            |                                                                  |                   |                   |                  |             |                     |
| 6 | 6          | «Возвращение домой» «Homecoming»                                 | Джеймс Фроули     | Лоис Джонсон      | 28 октября 2005  | 106         | 11.73               |
| Джейсон, приемный сын Дайаны, умер год назад, в надежде найти свою биологическую мать. Переполненный злостью призрак громит дом и магазин Мелинды, ей не остается ничего, кроме как найти женщину, о которой неизвестно ничего. |            |                                                                  |                   |                   |                  |             |                     |
| 7 | 7          | «Надежда и милосердие» «Hope and Mercy»                          | Билл Л. Нортон    | Джон Вёрф         | 4 ноября 2005    | 107         | 12.78               |
| Навещая в больнице мужа, Мелинда соглашается помочь призраку жены человека, который помог её мужу, когда тот сам попал в аварию. А Андреа идёт на свидание с обманувшим её на кругленькую сумму продавцом. |            |                                                                  |                   |                   |                  |             |                     |
| 8 | 8          | «На крыльях голубя» «On the Wings of a Dove»                     | Питер О’Фаллон    | Кэтрин Баттерфилд | 11 ноября 2005   | 108         | 11.41               |
| Джима преследует призрак-убийцы, который умер у него на руках. Он стал раздражительным. Мелинда старается держаться поближе к мужу, чтобы избавить его от этого призрака. Но оказывается ему нужен не Джим, а Мелинда. К тому же в городе объявилась заклятая подруга Мелинды, Лекси. |            |                                                                  |                   |                   |                  |             |                     |
| 9 | 9          | «Голоса» «Voices»                                                | Кевин Хукс        | Джон Белушо       | 18 ноября 2005   | 109         | 12.05               |
| Мелинду преследуют электронные голоса. Они исходят от призрака женщины, занимавшейся при жизни электроприборами, она просит Мелинду помочь своему сыну, который никак не решается поговорить с отцом. А к Джиму приезжает мать с кавалером. |            |                                                                  |                   |                   |                  |             |                     |
| 10 | 10         | «Призрак невесты» «Ghost Bride»                                  | Джоанна Кернс     | Джед Сидел        | 25 ноября 2005   | 110         | 12.25               |
| Марк и Лиза хотят пожениться. Андреа и Мелинда нашли для Лизы красивое платье, которое испортил призрак погибшей в день свадьбы жены Марка, которая совершенно не хочет его отпускать. |            |                                                                  |                   |                   |                  |             |                     |
| 11 | 11         | «Тень боксёра» «Shadow Boxer»                                    | Джоанна Кернс     | Эмилия Фокс       | 9 декабря 2005   | 111         | 11.19               |
| Тео, подающего надежды молодого боксера, преследует призрак матери. Она хочет, чтобы её сын помирился с отцом, которого он обвиняет в том, что не успел проститься с матерью перед её смертью. |            |                                                                  |                   |                   |                  |             |                     |
| 12 | 12         | «Бессмертный комик» «Undead Comic»                               | Эрик Ланёвилль    | Даг Прочило       | 16 декабря 2005  | 112         | 10.89               |
| Комик-самоубийца не может вспомнить причину, толкнувшую его спрыгнуть с моста. Мелинде предстоит со многими поговорить, чтобы её выяснить. |            |                                                                  |                   |                   |                  |             |                     |
| 13 | 13         | «Дружелюбный призрак по соседству» «Friendly Neighborhood Ghost» | Дэвид Хью Джонс   | Лоис Джонсон      | 6 января 2006    | 113         | 11.31               |
| Когда-то давно Тод помог своей подруге Стейси сбежать от дедушки-тирана. Спустя годы дедушка умер и стал в виде призрака преследовать Тода, считая, что он убил его внучку. И всё бы ничего, только все баталии разворачиваются в доме, стоящем рядом с домом Мелинды и Джима. |            |                                                                  |                   |                   |                  |             |                     |
| 14 | 14         | «Последний казнённый» «Last Execution»                           | Джеймс Фроули     | Дэвид Фэллон      | 13 января 2006   | 114         | 10.92               |
| Клит Янгблат в 1989 убил человека, казнен в 1991, последний, кого приговорили к повешению в штате. Он был художником, его дочь выросла в уверенности, что отец невиновен. Агент отца после его казни присвоил картины, и, чтобы до конца жизни не видеть висельников, Мелинда должна вернуть их Лесли, которая, как и её отец, собирается стать художником.                                                             |            |                                                                  |                   |                   |                  |             |                     |
| 15 | 15         | «Первый призрак Мелинды» «Melinda's First Ghost»                 | Питер Уэрнер      | Кэтрин Баттерфилд | 27 января 2006   | 115         | 11.62               |
| Мелинда встречает свой первый призрак, свою подругу, которая умерла в восемь лет. Девочка хочет поговорить со своими родителями, но после её смерти они разошлись, но как сказать об этом маленькой девочке. Мелинда не знает, что делать со своей матерью, которая всю жизнь скрывала свой дар. |            |                                                                  |                   |                   |                  |             |                     |
| 16 | 16         | «Кряж мертвеца» «Dead Man's Ridge»                               | Джеймс Фроули     | Джон Грэй         | 3 февраля 2006   | 116         | 10.62               |
| К Андреа приходит старый друг. Денис умирает, Мелинда и Андреа находят его тело в больнице, но его дух не хочет больше оставаться в нём. Он хочет стать призраком, тогда он сможет помочь спасателям найти брата, который сорвался со скалы в горах. |            |                                                                  |                   |                   |                  |             |                     |
| 17 | 17         | «Демонический ребёнок» «Demon Child»                             | Эрик Ланёвилль    | Джед Сидел        | 3 марта 2006     | 117         | 12.40               |
| Дэниель, сын модного и богатого дизайнера, он маленький мальчик, но его призрак преследует нянек своей новорожденной сестры, потому что хочет, чтобы его мать занималась не только работой, но и детьми. Мелиндой предстоит стать посредником между няней Дэниеля, его мамой и им самим. |            |                                                                  |                   |                   |                  |             |                     |
| 18 | 18         | «Госпожа Удача» «Miss Fortune»                                   | Джеймс Крессантис | Эмилия Фокс       | 10 марта 2006    | 118         | 10.34               |
| Трагедия разыгрывается в цирке. Погиб фокусник, теперь его дух преследует повинных в смерти брата и невесту. Но Мелинда доказывает ему, что виноваты не они, а ассистентка, влюбленная в его младшего брата. |            |                                                                  |                   |                   |                  |             |                     |
| 19 | 19         | «Злость» «Fury»                                                  | Питер Уэрнер      | Рэма Стэгнер      | 31 марта 2006    | 119         | 10.22               |
| 30 лет назад на площади рядом с магазинчиком Мелинды был убит человек. Судья отказался предъявлять обвинение в убийстве, что свело в гроб жену погибшего, и теперь только злость держит призрак на этой земле. Мелинда обращается за помощью к сыну убитого Илаю Фишеру, который в семь лет остался сиротой. |            |                                                                  |                   |                   |                  |             |                     |
| 20 | 20         | «Исчезновение» «The Vanishing»                                   | Йен Сэндер        | Кэтрин Баттерфилд | 7 апреля 2006    | 120         | 10.05               |
| Кейтлин чувствует, ощущает рядом с собой своего погибшего друга. Но не может с ним поговорить. К Мелинде обращается тётя Кетлин, Дайана, которой Мелинда когда-то помогла. А Мелинда больше себе не доверяет, она не видит призраков, не видит их и её мать. Все призраки куда-то исчезли. |            |                                                                  |                   |                   |                  |             |                     |
| 21 | 21         | «Свободное падение» «Free Fall»                                  | Джон Грэй         | Джон Грэй         | 28 апреля 2006   | 121         | 10.00               |
| Мелинду повсюду преследуют знаки, ощущения, холод, но призраков нет. Андреа задумывает расширение магазина, приглашает архитектора, готовится к дню рождения брата. Мелинда же начинает подозревать, что все знаки и шум, который ей слышится, означает крушение самолета. Она начинает искать самолет. |            |                                                                  |                   |                   |                  |             |                     |
| 22 | 22         | «Та самая» «The One»                                             | Джон Грэй         | Джон Грэй         | 5 мая 2006       | 122         | 11.06               |
| Мелинда приезжает на место катастрофы. Среди призраков, погибших в небе, она встречает одну женщину, которая умерла на месте крушения самолета. Она ищет свою дочь. Кроме того, к Мелинде приходит служащий госбезопасности с вопросом о том, откуда она так много знает. Теперь Мелинде предстоит выяснить причину авиакатастрофы, отправить в свет три сотни душ и, наконец, сказать призраку Андреа, что она умерла. |            |                                                                  |                   |                   |                  |             |                     |

## Сезон 2: 2006—2007
| 23 | 2x01 | Любовь никогда не умирает | Love Never Dies         |
| Чтобы справится со злым духом Романо, удерживающим призрак Андреа в этом мире, Мелинда отправляется к профессору рокландского университета Рику Пейну, специализирующемуся на символике загробного мира. Но чтобы помочь подруге ей прежде всего понадобится помощь её брата Митча, ведь единственное, что может справится с любым злом, это любовь, которая никогда не умирает.                                                                                |      |                           |                         |
| 24 | 2x02 | Любовь ещё не умерла      | Love Still Won’t Die    |
| Призрак отправляет Мелинду в Новую Англию, штат Мэн, чтобы она от его имени извинилась перед его бывшей женой. Но всё не так просто. Призрак оказывается бывшим парнем Мелинды, Маком, и задумал он всё это, чтобы вернуть себе Мелинду. Поэтому пока Мелинда улаживает проблемы в Мэне, Мак пугает Джима. |      |                           |                         |
| 25 | 2x03 | Живущая под водой         | Drowned Lives           |
| Делия приводит в магазин Мелинды пару, только что купившую дом. Но в доме все время течет вода, гаснет или мигает свет и творится что-то странное. Отправившись в гости, Мелинда видит призрак маленькой девочки и узнает, что она утонула в бассейне. Девочка хочет ещё раз увидеть папу, а её хочет увидеть брат, винящий себя в трагедии. |      |                           |                         |
| 26 | 2x04 | Скованный призрак         | The Ghost Within        |
| Делия покупает для магазина Мелинды набор новогодних игрушек. Но в руках Мелинды они светятся и к ней приходят видения. Их посылает ей призрак, который не может общаться посредством обычной речи. Ведь он и девушка, которой он хочет помочь, больны аутизмом. Призрак хочет, чтобы Мелинда нашла маму его девушки. |      |                           |                         |
| 27 | 2x05 | Материал для могилы       | A Grave Matter          |
| В день всех святых Мелинда навещает могилу Андреа и находит в соседней могиле призрака писателя, утверждающего, что на надгробии не его имя. Он хочет найти человека, который заменил его документы своими, человека, жена которого каждый день приходит на эту могилу. |      |                           |                         |
| 28 | 2x06 | Женщина его мечты         | The Woman of His Dreams |
| Мелинда уезжает к матери, которой предстоит операция. А к Джиму во снах приходит красивая девушка с кошкой. Все знаки указывают на косметическую компанию Баст-косметикс и их недавно погибшую модель Еву Тернер. Мелинда отправляет мужа к Рику Пейну, чтобы в её отсутствие Джим смог выяснить, что беспокоит призрак девушки. |      |                           |                         |
| 29 | 2x07 | Порочный круг             | A Vicious Cycle         |
| В кемпинге в лесу Мелинда находит брошенную машину и призрака, разыскивающего свою дочь. Женщина замерзла насмерть, спасая своего ребёнка, 20 лет назад. Но отец маленькой Лени соврал дочери, сказал, что мама бросила их. На самом деле женщина сбежала от мужа с ребёнком, потому что подвергалась избиениям. Теперь история повторяется. Лени собирается замуж за человека, который её бьёт.                                                                |      |                           |                         |
| 30 | 2x08 | Ночь нашей встречи        | The Night We Met        |
| Год назад при поджоге погиб совладалец ресторана Уорен Чен. Теперь его призрак является Мелинде объятый пламенем, к тому же он не оставляет попыток сжечь всё вокруг. Призрак обвиняет в измене свою жену и партнера по бизнесу. Кроме расследования, Мелинду интересует ещё одна вещь: вспомнит ли Джим об их годовщине? |      |                           |                         |
| 31 | 2x09 | Проклятие девятой         | The Curse of the Ninth  |
| Брендона, бывшего солиста популярной группы, преследуют сразу два призрака. Один — отца, композитора, второй — бывшего солиста Джареда. Отец хочет, чтобы его сын играл свою музыку, Джаред — его. Брендону предстоит выбрать между другом и отцом. А Нед, узнавший про дар Мелинды, просит её найти его отца. |      |                           |                         |
| 32 | 2x10 | Сдавшийся призрак         | Giving Up the Ghost     |
| Мэтт, погибший в автокатастрофе много лет назад, мечтает возродиться как бейсболист с помощью Джастина. Вселившись в молодого перспективного игрока, он вымещает злобу не только в игре, но и в жизни юноши. Он хочет поквитаться с тренером Джастина своим старым другом Джеком, который был вместе с ним в машине в ночь его смерти. |      |                           |                         |
| 33 | 2x11 | Кошачий коготь            | Cat’s Claw              |
| Мелинда отправляется в джунгли, правда, только в своих видениях. Но всё объяснимо. В Грендвью объявляется призрак человека, умершего в джунглях от лихорадки денге. В истории же его смерти оказывается замешана коллега, профессор Пенн Гроган, которая по возвращении присвоила себе все совместные исследования, которые двое учёных проводили в Перу. Призрак просит Мелинду передать профессору Гроган, что ни в чем её не винит и любит.                  |      |                           |                         |
| 34 | 2x12 | Безусловно                | Dead to Rights          |
| Наследник огромного состояния лежит в коме, подключённый к медицинской аппаратуре. Его призрак привязан к своему телу, а его жена пытается покончить с такой имитацией жизни и выполнить волю умирающего, но не может ничего сделать против воли родителей мужа. Не имея возможности повлиять на семью, призрак просит помощи у Мелинды. |      |                           |                         |
| 35 | 2x13 | Говорящий Буу             | Deja Boo                |
| Джонни, Ричард, Оскар, Эрик — разные жизни, но одна душа. Призрак не хочет больше перерождаться, он хочет уйти в свет, но не видит его. Мелинда опасается за жизнь ребёнка своей подруги, а когда рождается девочка, начинает подозревать, что ребёнок в котором должен переродиться Эрик, будет её собственным. |      |                           |                         |
| 36 | 2x14 | Демон скорости            | Speed Demon             |
| Гордон Пайк и Синди Брайн были прекрасной парой: оба гонщики, экстремалы и сорвиголовы. Но год назад Гордон вылетел с трассы и погиб, а в смерти обвинил Синди. Теперь его призрак преследует девушку и хочет убить. Кроме Мелинды, интересующейся судьбой пары, на гонки зачастил Нед. |      |                           |                         |
| 37 | 2x15 | Ничтожный дух             | Mean Ghost              |
| Рок витает над школьной командой болельщиц. Одна за другой девочки ломают себе кости и получают травмы. Только Мелинда знает, что всё это делает погибшая девочка. Таис хочет узнать правду о своей смерти и помириться с подругами, а заодно и помирить своих подруг. |      |                           |                         |
| 38 | 2x16 | Разбитая колыбель         | The Cradle Will Rock    |
| Ренди после ограбления ювелирного магазина спрятал деньги от своего напарника. И в результате умер, задохнувшись от приступа астмы, запертый в подвале своего дома. Отправив Мелинду к своей жене Лин с последним утешением, он планировал намекнуть, где искать деньги. Только вот Лин дома не было, и Мелинда столкнулась с сестрой Ренди и её женихом, сообщником по ограблению.                                                                             |      |                           |                         |
| 39 | 2x17 | Внезапный посетитель      | The Walk-In             |
| Джейсон умер 10 лет назад, проведя 10 лет до смерти в инвалидной коляске. Брайн умер день назад, и его тело тут же похитил из морга Джейсон. Джейсон ценит жизнь и хочет пойти на встречу выпускников в теле короля выпускного бала, Брайну, ничего не достигшему за последние 10 лет, стыдно показаться на встрече. Мелинде, чтобы отправить двух бывших одноклассников в свет, нужно отвести призрака Джейсона в теле Брайна и призрак Брайна на эту встречу. |      |                           |                         |
| 40 | 2x18 | Дети призраков            | Children of Ghosts      |
| Много лет назад Велори украла ребёнка из коляски. Поняв, что умирает она привезла девочку обратно, чтобы вернуть родной матери, но не успела. Призрак женщины пытается доделать начатое. А к Мелинде вернулся призрачный пёс Гомер. |      |                           |                         |
| 41 | 2x19 | Первый призрак Делии      | Delia’s First Ghost     |
| Нед встречает призрак отца, он его не видит, но чувствует и просит о помощи Мелинду. Теперь ей предстоит объяснить всё Делии. К тому же за девушкой повсюду начинает ходить «ужасный» призрак. |      |                           |                         |
| 42 | 2x20 | Коллекционер              | The Collector           |
| Мелинда видит человека, говорящего с призраком. Его зовут Габриэль, но он отправляет умерших не в свет, а к себе домой. Ему нравится общаться с мёртвыми, и он хочет, чтобы мёртвых было на земле больше, чем живых. Одним из многих его гостей становиться призрак жены Рика Пейна. |      |                           |                         |
| 43 | 2x21 | Пророчества               | The Prophet             |
| Мелинду преследуют знамения надвигающейся катастрофы. Она боится за жизнь Делии и старается не рассказывать ей ни о чем. Но это не помогает, Делию бьёт током, она оказывается в больнице. Четыре знамения сбылись, осталось пятое. |      |                           |                         |
| 44 | 2x22 | Сбор                      | The Gathering           |
| Пятое знамение — смерть любимого — сбывается. Мелинда умирает, но возвращается благодаря детям, единственным выжившим в крупных катастрофах последних лет, пережив их, они приобрели необычные способности. Умирая, она видит свет, который ей загораживает тень отца. |      |                           |                         |

## Сезон 3: 2007—2008
| 45 | 3x01 | Под землёй            | The Underneath               |
| Мелинду тянет под землю незнакомый призрак. Сначала она думает, что это её отец, но вскоре понимает, что перед ней призрак человека, которому 20 лет назад пыталась и не смогла помочь её мать |      |                       |                              |
| 46 | 3x02 | Не делай такого дома  | Don’t Try This At Home       |
| По студгородку бродит призрак Кровавой Мери. Когда-то её заживо похоронили родители, теперь девушка наблюдает за живыми из зазеркалья. Но попытки Мелинды вызвать её дух не увенчались успехом, зато на зов откликнулся другой призрак, принадлежащий девушке по имени Рейчел, которая умерла от инфаркта во время вызова Кровавой Мери.                                     |      |                       |                              |
| 47 | 3x03 | Преследуемый герой    | Haunted Hero                 |
| В город возвращается Метт Мёрфи, ветеран войны в Ираке. Пытаясь спасти свой отряд, он чуть не погиб сам. Теперь призрачный отряд его друзей преследует и оберегает единственного выжившего бойца. |      |                       |                              |
| 48 | 3x04 | Нет спасенья          | No Safe Place                |
| Мелинда встречает призрак девушки, донимающий после смерти своего ухажёра. Вскоре она понимает, что это не навязчивая идея призрака, а месть человеку, преследование которого довели девушку до смерти. Поняв за что мстит призрак, Мелинда решает помочь. |      |                       |                              |
| 49 | 3x05 | Груз того, что было   | Weight Of What Was           |
| В город возвращается Габриэль и приносит Мелинде пакет фотографий, принадлежащий их отцу. Вскоре к Мелинде обращается призрак женщины по имени Тэсса, умершей 150 лет назад. Девушка идёт в архив и выясняет, что Тэсса была её предком. |      |                       |                              |
| 50 | 3x06 | Дважды брошенный      | Double Exposure              |
| У Рика Пейна новая подруга, которая неделю назад исчезла со всех своих фотографий, а ведь она фотограф. Мелинда подозревает подругу её бывшего парня Кевина, но вскоре выясняется, что девушка жива, но именно её Кевин обвиняет в своей смерти. |      |                       |                              |
| 51 | 3x07 | Несчастный медиум     | Unhappy Medium               |
| В городе объявляется известный медиум, он хочет помочь в поисках дочери одной очень богатой семье и уверяет женщину, что девушка жива. Но Мелинда знает, что это не так, ведь она видела призрак девушки. Чтобы узнать истину, приходится заключить союз с обманщиком |      |                       |                              |
| 52 | 3x08 | Дурная кровь          | Bad Blood                    |
| В доме живут два призрака, развлекающиеся тем, что подавляют волю жильцов дома и имитируют собственное поведение. Мелинда хочет помочь новым жильцам, которые в безопасности только за пределами родных стен. |      |                       |                              |
| 53 | 3x09 | Все призраки Грендвью | All Ghosts Lead To Grandview |
| Джим и Мелинда находят в лесу девочку, сбежавшую из дома. Родители Бекки пичкали её лекарствами и водили по врачам, отказываясь поверить, что их дочь видит призраков. Проникнувшись симпатией к подобной себе, Мелинда пытается за один день научить Бекки тому, чему её бабушка обучала долгие годы.                                                                       |      |                       |                              |
| 54 | 3x10 | Дух праздника         | Holiday Spirit               |
| Рождество, праздник и Мелинда встречает Санта Клауса. Он призрак, и он преследует одного маленького мальчика, так как хочет выполнить его желание, но даже не подозревает, что перепутал детей. |      |                       |                              |
| 55 | 3x11 | Книга сплетен         | Slam (a.k.a Slambook)        |
| Криста и Люси переписывались с помощью sms. Но, когда решили встретиться, на свидание пошли брат Люси и парень Кристы, случилась трагедия, и один из юношей погиб, а его призрак стал мстить живым |      |                       |                              |
| 56 | 3x12 | Не навреди            | First Do No Harm             |
| Джим думает, что его преследует призрак человека, которого он не смог спасти. Мелинда начинает расследование и вскоре понимает, что преследуют не её мужа, а медсестру, работающую с ним в больнице. Несколько лет назад девушка ухаживала за больным стариком Питером Харрисоном, когда он умер, она переехала, а следом за ней отправился изрядно помолодевший дух Питера. |      |                       |                              |
| 57 | 3x13 | Не один дома          | Home But Not Alone           |
| За девушкой Неда увивается призрак. Мелинда подозревает её отца, но оказывается, что за семьёй присматривает мать, которую дети похоронили на заднем дворе. |      |                       |                              |
| 58 | 3x14 | Ожидающая у гроба     | The Grave Sitter             |
| Мелинду преследует старый знакомый, Джастин, владелец блога «Посрами дьявола», он умирает и скоро ему понадобится её помощь. Когда-то Джастин не смог спасти свою подругу, теперь она зовёт его, тянет под землю и убеждает, что он не достоин света. |      |                       |                              |
| 59 | 3x15 | Снимая ужасы          | Horror Show                  |
| Рик упрашивает Мелинду взять на работу свою студентку, и она соглашается, ведь новую знакомую преследует призрак режиссёра, снимающего ужастики. Он хочет доснять последний фильм. |      |                       |                              |
| 60 | 3x16 | Пропащие отцы         | Deadbeat Dads                |
| У Рика много забот: вернулась его прежняя любовь Нина, умершая жена Кейт, и маленький сын Эллиот. Мелинда пытается уговорить Кейт не злиться на мужа, но та ничего не может с собой поделать, ведь она так хотела детей. |      |                       |                              |
| 61 | 3x17 | Мёртвая хватка        | Stranglehold                 |
| Устав от ночных кошмаров, Мелинда решает узнать, что стало с её отцом. След указывает на одно из последних дел своего отца, который выступал обвинителем по убийству мальчика. Отправившись в дом погибшего, Мелинда находит призрак убитого, а к ней домой приходит его предполагаемый убийца.                                                                              |      |                       |                              |
| 62 | 3x18 | Глава семьи           | Pater Familias               |
| После упорных поисков Мелинда наконец находит своего отца. Её настоящий отец — Пол Истман — был обвинен в убийстве, которого не совершал, теперь его призрак пытается защитить свою семью от Тома Гордона, объявившегося в городе и чуть не убившего Мелинду. |      |                       |                              |

## Сезон 4: 2008—2009
| 63 | 4x01 | Источник пожара             | Firestarter                   |
| Мелинда становится свидетельницей пожара. Она видит, как отделилась от тела душа одного из пострадавших, но его реанимировали. В больнице он начинает слышать призрак своей пациентки, которая в этом пожаре не выжила. А из города уезжает Рик Пейн, давний друг Мелинды. |      |                             |                               |
| 64 | 4x02 | Возвращение к живым         | Big Chills                    |
| Лукас, Грейс и Райн живут с грузом ответственности за то, что много лет назад сбили человека. Муки совести не дают Лукасу жить, он погибает, но не оставляет в покое остальных участников аварии |      |                             |                               |
| 65 | 4x03 | Призрак из машины           | Ghost in the Machine          |
| Мелинда вытягивает из компьютера призрак-аватар. Оказывается это отец одной постоянной посетительницы этого сайта и после развода, он может общаться с дочерью только так. К тому же он хочет защитить свою дочь от её нового друга, с которым она познакомилась в сети. Илай же горит желанием использовать свой новый дар                                                                                     |      |                             |                               |
| 66 | 4x04 | Спасите наши души           | Save Our Souls                |
| Джим и Мелинда отправляются в морской круиз на старинном лайнере «Кларидон». Из множества призраков, обитающих на старинном корабле, особенно дотошлив один, дух девушки, чьей могилой стало море. |      |                             |                               |
| 67 | 4x05 | Кровное родство             | Bloodline                     |
| Дайану и Оливию перепутали в роддоме, а спустя 16 лет Дайана умерла. Её мама знала о подмене, но ничего не смогла изменить. А Дайана может, ведь теперь она призрак, и для неё не существует препятствий |      |                             |                               |
| 68 | 4x06 | Воображаемые друзья и враги | Imaginary Friends and Enemies |
| Отправившись на свадьбу Триши и Хантера, Мелинда и Джим оказываются втянутыми в игру призрака маленького мальчика, который многие годы ждал Тришу у места своей гибели. Теперь девочка выросла и выходит замуж, Оуэн хочет помочь своей подруге понять, что Хантер плохой человек, и предупреждает об опасности Мелинду.                                                                                        |      |                             |                               |
| 69 | 4x07 | Новое начало                | Threshold                     |
| Джим осваивается в новой для себя роли призрака. Мелинда настолько подавлена, что не видит призраков, поэтому Джиму приходится обратиться к Илаю, чтобы уберечь любимую от достаточно агрессивного призрака девочки, винящей себя в смерти Джима. |      |                             |                               |
| 70 | 4x08 | Сердце и душа               | Heart & Soul                  |
| Сэм приходит в себя в больнице, а уже через день его забирают родители, намереваясь отправится домой в Мичиган. Кроме того, за Мелиндой следует призрак виновника аварии, в которой погиб Сэм. Он обвиняет Джима в воровстве. |      |                             |                               |
| 71 | 4x09 | Частички тебя               | Pieces of You                 |
| Джим в теле Сэма живет в гараже Мелинды. Он не может вспомнить свою жизнь и загадывает желание у волшебного колодца, на дне которого Мелинда видит призрак девочки. Умершая десятилетие назад, она исполняет волю просивших, потому что сама когда-то загадала желание, которое не смогла забрать назад. |      |                             |                               |
| 72 | 4x10 | Груз цепей                  | Ball & Chain                  |
| Рассказывая Делии о Сэме на рынке, Мелинда встречает призрак Тэми, которая не знает, что мертва. Когда Илай, исходя из её обрывочных воспоминаний, находит тело женщины, Тэми всё равно утверждает, что не могла так умереть. И действительно, выясняется, что её держал в заложниках собственный муж. |      |                             |                               |
| 73 | 4x11 | Жизнь на грани              | Life on the Line              |
| В доме выставленном на продажу объявляется призрак сына бывших хозяев, который очень хочет рассказать матери правду о своей смерти, чтобы объединить семью. А Сэм в это время вспоминает навыки работы Джима. |      |                             |                               |
| 74 | 4x12 | Место встречи призраков     | This Joint’s Haunted          |
| К Делии приходят старые подруги и приводят с собой призрака погибшей одноклассницы, которая была активной тусовщицей. Все школьные проблемы прошлых дней Делии сваливаются на Илая, потому что Мелинда отправилась с Сэмом в путешествие. |      |                             |                               |
| 75 | 4x13 | Озеро полное трупов         | Body of Water                 |
| Мелинда наблюдает за встречами Сэма и Ники. Илай проводит сеансы с Сэмом, пытаясь пробудить в нём воспоминания Джима. А в озере недалеко от Грендвью найдена дюжина мёртвых тел, призраки которых ждут душу владельца похоронного агентства, который, когда сломалась печь для кремации, стал сбрасывать тела людей в озеро.                                                                                    |      |                             |                               |
| 76 | 4x14 | Медленное горение           | Slow Burn                     |
| Дебора Маркс погибла, пытаясь развести свою дочь с парнем, который ей нравится. Она не может прямо объяснить причины недовольства своей семье, потому что молодой человек является её сыном, которого больше двадцати лет назад она отдала на усыновление. |      |                             |                               |
| 77 | 4x15 | Греческая трагедия          | Greek Tragedy                 |
| На испытаниях женского общества исчезает первокурсница. Мелинда и Илай встречают призрака с мешком на голове и решают, что это та самая девушка, но оказывается, что призрак просто хочет помочь им найти потерявшуюся студентку. |      |                             |                               |
| 78 | 4x16 | Одержимый призраками        | Ghost Busted                  |
| Мелинда знакомится с охотником за привидениями Лайносом. Не имея возможности пообщаться с ним при Сэме, она отправляет к нему Илая. Вскоре выясняется, что это не Лайнос охотится за призраками, а за ним повсюду следует призрак отца его бывшей девушки. |      |                             |                               |
| 79 | 4x17 | Введены в заблуждение       | Delusions of Grandview        |
| Сэм наблюдает за работой Мелинды, которая находит призраков в школе, где Сэм работает подрядчиком. Оказывается, раньше здесь была клиника для душевнобольных, в которой хозяйничал призрак врача, умершего в начале прошлого века. И он не отпускает души своих пациентов. Одной из них, женщине по имени Грир, Мелинде и нужно помочь.                                                                         |      |                             |                               |
| 80 | 4x18 | Смелый шаг                  | Leap of Faith                 |
| В человеке вломившимся в кладовку магазина Мелинды, Илай узнает человека подобно Сэму, прошедшему через перерождение. Бен не помнит своей жизни, только ощущения. Мелинда с помощью доктора Берда собирается помочь ему, чтобы таким же образом вернуть память мужу, но это и не требуется. Джим вспоминает всё сам.                                                                                            |      |                             |                               |
| 81 | 4x19 | Трепет перед смертью        | Thrilled to Death             |
| Джим пытается найти место для нового себя в этом мире. Илай пытается помочь соседке и просит совета у Мелинды. Вместе они начинают расследование. |      |                             |                               |
| 82 | 4x20 | Страх сцены                 | Stage Fright                  |
| В магазине Мелинды снимают фильм, ей даже достаётся эпизодическая роль, девушка решает использовать подвернувшуюся возможность для расследования убийства молодого актёра, призрак которого преследует главных героев сериала.Но на съёмках Мелинда получает травму руки, поэтому она идёт в больницу и узнаёт что она беременна.                                                                               |      |                             |                               |
| 83 | 4x21 | Проклятая                   | Cursed                        |
| Тётя Эми Люси заперла призраки её семьи в кукольном домике заклинанием вуду. Теперь призраки злятся, они обвиняют Люси в том, что она отобрала у них дочь. |      |                             |                               |
| 84 | 4x22 | Бесконечная любовь          | Endless Love                  |
| Сирена увлекается вампирами, грезя о бесконечной любви, девушка идёт за мечтой о таком чувстве. Эндрю становится для неё воплощением вечной любви, его призрак хочет, чтобы она присоединилась к нему и для этого уговаривает девушку навестить его склеп. |      |                             |                               |
| 85 | 4x23 | Книга перемен               | The Book of Changes           |
| Илай наблюдает за встречей своей бывшей подружки Зоуи с незнакомцем. Мелинда пытается отвязаться от свадебного агента, которого наняла её мама. А Карл предупреждает её насчет ребёнка, а Илая насчёт книги, входящей в состав коллекции Ван Дрейка, которую исследовала Зоуи и которую университет выставил на продажу. Теперь им обоим предстоит достать эту книгу, чтобы хоть как-то разобраться в ситуации. |      |                             |                               |

## Сезон 5: 2009—2010
| 86 | 5x01 | Призрак на день рождения                 | Birthday Presence          |
| Прошло пять лет. Каждый год в день рождения Эйдана ровно в 11:48 вечера время замирает, тогда за ребёнком приходит призрак молодой женщины, который хочет его забрать. Она считает, что душа её ребёнка переселилась в тело Эйдена. Мелинда узнает об особенностях дара сына |      |                                          |                            |
| 87 | 5x02 | Не вижу зла                              | See No Evil                |
| В Грендвью возвращается призрак молодой девушки, погибшей в автомобильной катастрофе. В надежде спасти оказавшуюся в коме мать, она выполняет все угрозы, рассылаемые по электронной почте, заставляя людей пересылать письма по цепочке |      |                                          |                            |
| 88 | 5x03 | Всё начинается со смерти                 | Till Death Do Us Start     |
| Отец Илая умирает от сердечного приступа и отказывается уходить в свет, не поговорив с его матерью. Оказывается она все эти годы находилась рядом, охраняя тайну своей смерти. |      |                                          |                            |
| 89 | 5x04 | Делай до конца                           | Do Over                    |
| Пробравшись в больничный морг, двое подростков сталкиваются с загадочным призраком. А в доме у Мелинды появляется другой призрак, принадлежащий доктору, который когда-то давно совершил ошибку на операции. Мелинда находит его пациента. |      |                                          |                            |
| 90 | 5x05 | Звонок тревоги                           | Cause For Alarm            |
| У Илая появляется пациент, уверенный, что за ним следят. Вскоре выясняется, что за ним действительно следят. Причём как живые, так и мертвые. Призрак его давней подружки пытается уберечь его от собственного сына, который не может простить отцу смерть матери. |      |                                          |                            |
| 91 | 5x06 | Голова под ногами                        | Head Over Heels            |
| В канун Хэллоуина в городе объявляется всадник без головы. Мелинда находит его невесту, когда-то давно поверившую в предательство любимого. |      |                                          |                            |
| 92 | 5x07 | Дьявольское соглашение                   | Devil’s Bargain            |
| В больнице, где работает Джим, появляется призрак, преследующий главврача. Ректор университета, в котором работает Илай, оказывается связанным с исчезновением студентки, а Эйдан рассказывает о странных тенях.. |      |                                          |                            |
| 93 | 5x08 | Мёртвый слушатель                        | Dead Listing               |
| Призрак крупного риэлтора приводит Мелинду к своему телу, вовлекая её в расследование убийства. В результате Мелинда становится посредником между супругами, ещё при жизни старавшимися поубивать друг друга. А Эйдан в это время решает впечатлить друзей, показывая фокусы с помощью своего нового друга. |      |                                          |                            |
| 94 | 5x09 | Потерянный среди теней                   | Lost In The Shadows        |
| Мелинда обеспокоена появлением у сына новой подружки — девочки-призрака. Всё осложняется, когда Эйдан с ней сбегает. Мелинде с трудом удаётся отыскать сына и спасти его подругу от зловещих теней. |      |                                          |                            |
| 95 | 5x10 | Чрезмерное насилие                       | Excessive Forces           |
| К Мелинде обращается призрак подростка, утверждающий, что в его смерти повинен полицейский из Грендвью. А вскоре выясняется, что друг юноши встречался с дочерью этого полицейского. И в ночь его смерти все трое были вместе.. |      |                                          |                            |
| 96 | 5x11 | Смерть в эфире                           | Dead Air                   |
| На радиостанции, где работает Нед, объявляется призрак, жаждущий мести за смерть, произошедшую после одного из эфиров. Сначала он преследует новых диджеев, затем свою невесту, а после всего этого Мелинде приходится спасать истинного виновника трагедии. |      |                                          |                            |
| 97 | 5x12 | Не было бы счастья, да несчастье помогло | Blessings In Disguise      |
| У новой подруги Неда проблемы в семье, за ними повсюду следует призрак. Мелинда отправиться на поиски разгадки тайны новых соседей. Оказывается, их преследует не только дух, но и полиция. |      |                                          |                            |
| 98 | 5x13 | Живущий в кошмаре                        | Living Nightmare           |
| В больницу к Джиму вваливается израненный парень по имени Роберт, которого без видимой причины преследует призрак. Оказывается, это отец больного, много лет назад убивший жену и погибший сам от неизлечимой болезни. Кроме того, рядом оказывается и сестра Роберта, также скончавшаяся в молодости от той же болезни. Её симптом — фатальная бессонница, но молодому человеку спать не даёт не болезнь, а призрак отца, который хочет свести в могилу сына до того, как у него проявятся симптомы. |      |                                          |                            |
| 99 | 5x14 | Мертвые со мной                          | Dead To Me                 |
| Призрак преследует одного из профессоров Неда, женщину, у которой несколько лет назад погиб жених. Попытка пообщаться с ним при помощи доски для спиритических сеансов только добавляет вопросов. Всё указывает на то, что этот призрак хочет свести её с новым мужчиной. Мелинде удается узнать, что это дух погибшей в той же аварии девочки, желающий найти смысл в собственной смерти. |      |                                          |                            |
| 100 | 5x15 | Взрыв                                    | Implosion                  |
| Бедфорд забирает с заброшенной военной базы неразорвавшуюся бомбу. Случайно он запирает мальчика, тайно игравшего на ней в войну и решившего спрятаться в шкафу при звуке шагов. Мальчик не выбрался из шкафа, но его призрак предупредил Мелинду и Илая о грозящей опасности. |      |                                          |                            |
| 101 | 5x16 | Старые грехи — длинные тени              | Old Sins Cast Long Shadows |
| Мелинда, Нед и Илай пытаются узнать что-нибудь об истории дома, в котором умерла маленькая девочка. Её призрак заперт в этом доме вместе с призраком мадам Грета. Когда-то давно старая женщина работала медиумом, она могла вызвать призрак, но не могла говорить с ним. В результате её дом превратился во вместилище очень многих духов, теперь же в нём обитают тени, не трогающие хозяйку дома в обмен на души детей.                                                                            |      |                                          |                            |
| 102 | 5x17 | На тонком льду                           | On Thin Ice                |
| Шейн при жизни не ладил со своей семьёй, но когда он прочёл графический роман своего брата Колина, то впервые в жизни почувствовал себя понятым. Не говоря ни слова Колину, он отнёс его к известному автору Деймону, а домой пошёл по тонкому льду. Деймон выдал чужой роман за свой, теперь призрак Шейна жаждет справедливости. |      |                                          |                            |
| 103 | 5x18 | Мёртвый глаз                             | Dead Eye                   |
| У Мелинды в доме появился призрак клоуна, который не помнит кто он, но утверждает, что клоуном не работал. Пытаясь отделаться от навязчивого посетителя, Мелинда перебирает вещи, которые передали для её магазина, в одной из коробок она находит диктофон и узнаёт голос призрака на плёнке. |      |                                          |                            |
| 104 | 5x19 | Летальная комбинация                     | Lethal Combination         |
| Джим приглашает в дом няню. Келли добрая, понимающая и любит детей, но с её подопечными постоянно что-то происходит. Вот и Эйдан оказывается запертым в кладовке. Заподозрив няню, Мелинда в скором времени понимает, что виновата не девушка, а призрак, прицепившийся к ней. |      |                                          |                            |
| 105 | 5x20 | Кровавые деньги                          | Blood Money                |
| Одиннадцать лет назад был похищен Генри Олсен. Сын богатых родителей был воспитан, не имея доступа к деньгам. В результате он вместе с другом спланировал собственное похищение, но решил сознаться и был убит своим другом. Спустя годы в сарай, где были спрятаны деньги, вошли три студента, а вышли из него только двое. Мелинда начинает поиски третьего, но вместо него находит тело Генри и его призрак.                                                                                       |      |                                          |                            |
| 106 | 5x21 | Вылитый мертвец                          | Dead Ringer                |
| Всё предупреждает об опасности. Карл советует сказать Эйдану, что призраков нет. А к Мелинде пожаловал очень агрессивный дух. Самое интересное, что в магазин заходит живая копия призрака. Мелинда выясняет, что перед ней близнецы. Много лет назад один из мальчиков погиб, но второй не дал ему уйти, прошло уже двадцать лет, но они по-прежнему вместе. |      |                                          |                            |
| 107 | 5x22 | Исход детей                              | The Children’s Parade      |
| По больнице маршируют призраки детей. Мелинда же не может отличить живого от мёртвого. А Карл пытается доказать Илаю, что он не советовал Мелинде разуверить Эйдана в его даре. Ведь именно сейчас пришло время Эйдану возглавить армию блестящих.Потому что Мелиндой завладели тени. |      |                                          |                            |